# Robert Fraisse
Robert Fraisse (* 1940 in Paris, Frankreich) ist ein französischer Kameramann.

## Leben
Nach seinem Abschluss an der École Louis-Lumière im Jahr 1960, schaffte es Fraisse bereits 1962, an Filmen wie La vendetta, Der Korporal in der Schlinge und der Kafka-Verfilmung von Orson Welles Der Prozeß als Kameraassistent zu arbeiten. In den folgenden Jahren war er unter anderem bei den Louis-de-Funès-Filmen Balduin, der Ferienschreck und Balduin, der Heiratsmuffel Kameraassistent von Marcel Grignon, bevor er 1973 bei Un homme libre erstmals eigenverantwortlich die Kamera führen durfte.
In den 1970er sowie Anfang der 1980er Jahre war Fraisse hauptsächlich für Erotikfilme wie Die Geschichte der O, Emmanuelle und Emmanuelle 2 – Garten der Liebe als Kameramann tätig.
Für Jean-Jacques Annauds Verfilmung des Marguerite-Duras-Romans Der Liebhaber wurde Fraisse sowohl mit einer César- als auch mit einer Oscar-Nominierung für die beste Kamera bedacht. Anschließend wählte ihn Annaud für Sieben Jahre in Tibet abermals als Kameramann aus.

## Filmografie (Auswahl)
- 1962: Der Korporal in der Schlinge (Le caporal épinglé) (Kameraassistenz)
- 1962: Der Prozeß (Le procès) (Kameraassistenz)
- 1962: La vendetta
- 1967: Balduin, der Ferienschreck (Les grandes vacances) (Kameraassistenz)
- 1968: Balduin, der Heiratsmuffel (Le gendarme se marie) (Kameraassistenz)
- 1973: Un homme libre
- 1974: Emmanuelle
- 1975: Die Geschichte der O (Histoire d’O)
- 1975: Emmanuelle 2 – Garten der Liebe (Emmanuelle: L’antivierge)
- 1978: Das Freudenhaus in der Rue Provence (One, Two, Two : 122, rue de Provence)
- 1981: Lady Chatterleys Liebhaber (Lady Chatterley’s Lover)
- 1984: Der Zwilling (Le jumeau)
- 1986: Erpreßt – Das geheimnisvolle Foto (Cours privé)
- 1988: Der große Blonde auf Freiersfüßen (À gauche en sortant de l’ascenseur)
- 1992: Der Liebhaber (L’amant)
- 1993: Der Anwalt (Un crime)
- 1995: Citizen X
- 1997: Keys to Tulsa
- 1997: Sieben Jahre in Tibet (Seven Years in Tibet)
- 1998: Ronin
- 1999: La Bûche
- 2000: Vatel
- 2001: Duell – Enemy at the Gates (Enemy at the Gates)
- 2003: Luther
- 2003: Tempo
- 2004: Hotel Ruanda (Hotel Rwanda)
- 2004: Wie ein einziger Tag (The Notebook)
- 2006: Alpha Dog – Tödliche Freundschaften (Alpha Dog)
- 2006: In flagranti – Wohin mit der Geliebten? (La doublure)
- 2007: Goodbye Bafana
- 2008: Der Killer und die Nervensäge (L’emmerdeur)
- 2012: Kochen ist Chefsache (Comme un Chef)
- 2013: Liebe und andere Turbulenzen (Girl on a Bicycle)
- 2014: Die Schadenfreundinnen (The Other Woman)

## Auszeichnungen
- 1993: Oscar-Nominierung in der Kategorie Beste Kamera für Der Liebhaber
- 1993: César-Nominierung in der Kategorie Beste Kamera für Der Liebhaber
- 2000: Silberner Frosch beim Camerimage-Festival für Vatel